# 제이미 T
제이미 T(Jamie T, 1986년 1월 8일 ~ )는 스코틀랜드의 싱어송라이터, 음악 프로듀서이다.